# Булавинка
Булавина, Булавинка, на деяких картах — Булавин, Булавін — мала річка в Донецькій області України, Ліва притока Кринки. Бере початок в районі міста Дебальцевого. 
Протяжність — 39 км. Має 40 приток. На 2016 рік чітко існує 16 постійно діючих приток. Висота витоку — 300 метрів, гирла — 130 метрів. Похил - 4,35 м/км.

## Притоки
Балка Скелева, Ольховатка, Балка Плоска, Балка П'яна (ліві); 
Балка Довжик, Балка Сороча, Садки (праві).

## Географія
- Місто Дебальцеве (витік в південних околицях, але в межах Луганськоі області)
- Іллінка
- Ольховатка
- Комишатка
- Булавинське
- Прибережне
- Оленівка
- Місто Єнакієве
- Авіловка
- Шапошникове
- Щебенка
- Верхня Кринка (місце злиття з річками під назвою Корсунь і Булавинка (і перетворення в річку Кринку)

## Гідрографія
Поблизу міста Єнакієвого на річці є питне водосховище Волинцівське, площею понад 3 кв. км. На узбережжі водосховища розташовується лісовий заказник місцевого значення — Урочище Розсохувате. Після Волинцівського водосховища на картах річка позначається як Булавинка. Злиття річки Булавинки з річкою Корсунь утворює річку Кринка (басейн річки Міус). На ділянці від витоку до сел. Іллінка річка Булавинка утворює кордон між Донецькою і Луганською областями.

## Походження назви
Починаючи з XVIII століття річка Булавина фігурує на топографічних картах Російської імперії. Назва, ймовірно, дана донськими козаками. Походить він слова булава.
Річка Булавин описана в оповіданні відомого російського письменника Олександра Купріна «На річці». За Купріним, назва річки пов'язана з ім'ям Бахмутського отамана козаків Кіндрата Булавіна, повсталого в 1708 році проти царя Петра I — через утиски козаків.

## Роль в історії
У XVIII столітті по річках Булавин і Вільховатка була встановлена межа між козацькими землями Війська Донського і Катеринославською губернією.